# Управление системами
Управление системами — это администрирование распределённых компьютерных систем масштаба предприятия. На развитие управления системами большое влияние оказали инициативы по управлению сетями связи в телекоммуникационной отрасли. К наиболее известным системам управления системами относятся LANDesk, IBM Tivoli, Microsoft Systems Management Server, HP OpenView, Novell ZENworks и CA Unicenter.

## Функции
Функциональные группы приведены согласно стандарту ITU-T X.700.
- Управление конфигурацией
- Управление безопасностью
- Управление ошибками
- Управление производительностью
- Учёт работы

## Стандарты
DMTF
CIM, WBEM, DEN
IETF
SNMP
ITU-T
X.700, X.701 и т. д.

## Список систем управления системами
Это список систем управления системами (в алфавитном порядке):
- Alitiris Management Suite
- BMC PATROL
- CA Unicenter
- HP Network Node Manager i (NNMi, ранее — HP OpenView)
- IBM Tivoli
- LANDesk Management Suite
- System Center Configuration Manager (ранее Microsoft Systems Management Server)
- Novell ZENworks
- Oracle Enterprise Manager
- Symphoniq TrueView
- Vector Networks PC-Duo